# TCP
TCP er en forkortelse for Transmission Control Protocol. TCP er en af kerneprotokollerne på nutidens Internet. Gennem TCP kan programmer på forskellige værtsmaskiner på Internettet oprette forbindelser mellem hinanden, gennem hvilke der kan udveksles datapakker. Protokollen giver programmellet på værtsmaskinerne et par vitale garantier for disse datapakkers afsendelse og modtagelse:
- Stabilitet. En pakke der går tabt bliver automatisk forsøgt afsendt igen.
- Ordnet levering. Pakkerne ankommer til modtageren i samme rækkefølge som de blev afsendt.

Derudover benytter TCP portnumre til at gøre det muligt at der kan etableres forskellige datastrømme fra/til samme værtsmaskine. Alt dette er med til at gøre TCP til den mest anvendte transportprotokol på Internettet. TCP bliver bl.a. brugt til WWW og E-mail.
I OSI-modellen er TCP det mellemliggende lag mellem Internetprotokol og applikationen. Applikationer har som oftest brug for stabile datastrømme, hvilket Internetprotokollen ikke tilbyder. Den tilbyder blot levering af datapakker mellem to værter.
I daglig tale benytter man dog i praksis forkortelsen TCP/IP som betegner sammenkoblingen mellem TCP og Internetprotokollen.